# Au-delà du réel : L'aventure continue
Pour les articles homonymes, voir Au-delà du réel.
Cet article concerne la série de 1995. Pour la série originale de 1963, voir Au-delà du réel. Pour le film de 1980 (Altered States), voir Au-delà du réel (film).
Au-delà du réel : L'aventure continue (The Outer Limits) est une série télévisée canado-américaine en 154 épisodes de 44 minutes diffusée entre le 26 mars 1995 et le 3 septembre 2000 sur Showtime puis entre le 16 mars 2001 et le 18 janvier 2002 sur Sci Fi Channel, et en simultané sur The Movie Network au Canada.
Au Québec, la série a été diffusée à partir du 2 juin 1995 à Super Écran puis rediffusée dès le 3 septembre 1996 à TQS, dès janvier 2000 sur Ztélé et dès octobre 2008 sur Mystère. En France, les quatre premières saisons ont été diffusées à partir du 18 novembre 1995 sur Série Club puis sur M6, et les trois saisons suivantes, à partir du 5 janvier 2002 sur Cinéfaz puis sur 13e rue et sur Syfy.

## Synopsis
Cette série ne présente pas de fil directeur, la majorité des épisodes étant indépendants en dehors d'épisodes récapitulatifs en fin de saisons qui reprennent des séquences de divers épisodes autour d'une thématique donnée. Chaque épisode présente une histoire propre avec ses propres personnages pour montrer un aspect de la nature humaine dans un contexte futuriste, sur le modèle de la série originale Au-delà du réel de 1963, ou dans une moindre mesure de La Quatrième Dimension.

### Accroche d'ouverture
Dit par le comédien Patrick Floersheim dans la version française :
« Ce n’est pas une défaillance de votre téléviseur. N’essayez donc pas de régler l’image. Nous maîtrisons, à présent, toute retransmission. Nous contrôlons les horizontales et les verticales. Nous pouvons vous noyer sous un millier de chaînes ou dilater une simple image jusqu'à lui donner la clarté du cristal, et même au-delà… Nous pouvons modeler votre vision et lui fournir tout ce que votre imagination peut concevoir. [Pendant l'heure qui vient,] nous contrôlerons tout ce que vous allez voir et entendre. Nous partagerons les angoisses et les mystères qui gisent dans les plus profonds abysses… au-delà du réel. »

## Distribution
- Kevin Conway (VF : Patrick Floersheim ; VQ : Vincent Davy) : La « Control Voice »

## Commentaires
Contrairement à la série originale de 1963 très attachée au thème de la peur et de la guerre froide, la série de 1995 se fonde autour de thèmes plus modernes tels que l’arrivée des extraterrestres sur Terre, la mort et l’au-delà, le sexe et la science-fiction, les voyages dans le temps ou encore les robots et androïdes…
Dans la deuxième série le thème du scientifique dépassé par sa création (référence à Frankenstein) est récurrent quel que soit le domaine d'étude du dit scientifique (robotique, physique quantique, physique nucléaire, génétique). Mais le scientifique peut aussi voir ses recherches détournées de leur but par des militaires ou des hommes d'affaires dont les finalités sont très différentes des siennes. Ces recherches peuvent être menées de façon altruiste ou au contraire pour obtenir la gloire et le pouvoir, elles finissent généralement par se solder par des catastrophes (à plusieurs reprises le chercheur devient lui-même son propre cobaye et en paye le prix). Cependant la méfiance vis-à-vis de la science trouve ses limites, dans Le Dernier Appel (suite de deux épisodes) une voyageuse du temps essaye de prévenir une société qui a renoncé à l'évolution technique et scientifique de l'approche d'une épidémie.
La deuxième série apparaît comme très sombre, elle montre une humanité tourmentée et vouée à l'autodestruction par ses propres insuffisances.

## DVD
Les saisons 1 à 7 ont été doublées en France.
Seules les saisons 1 à 3 ont bénéficié d'un doublage effectué au Québec.
- France :

La première saison est sortie en France dans une intégrale 6 DVD chez MGM Home Entertainment. Les 22 épisodes sont dans leur format d'origine (1.33 plein écran) en version française et version originale sous-titrée. Des bonus sur les coulisses de la série ainsi que des interviews des producteurs et créateurs sont présents dans le coffret.
- Canada :

Les saisons 2 à 7 sont sorties en zone 1 au Canada chez l'éditeur Alliance Home Entertainment dans des coffrets compacts en version française et version originale non sous-titrée. Le montage pour ces épisodes est très différent de la saison 1 qui présentait ces histoires intégralement. Ici les scènes de sexe sont coupées ainsi que celles qui sont trop gores. Le nombre de disques varie selon les périodes (Les saisons 2, 5, 6 et 7 comptent six disques, la saison 3 cinq disques et la saison 4 sept disques).